# グロート
グロート（groat）は、かつてイギリスで使われていた通貨単位である。1グロートは、4ペンスに相当する。

## 歴史
グロート銀貨は13世紀にチロルで発行されたグロッシェン銀貨に由来するが、イギリスで登場したのは1278年、イングランド王エドワード1世の時代である。
それまでのペニー銀貨4個分に相当する89グレインの量目を有していた。以後最も多く使われる銀貨としてチャールズ1世の時代まで製造された。
共和制、王政復古後は、主軸がシリング銀貨と6ペンス銀貨に移り、グロート銀貨は、マウンディーマネー（Maundy money）と呼ばれる、聖なる木曜日に国王から貧民に賜る儀式的な下付金用のセット的要素で製造が継続された。
ヴィクトリア女王の時代に、イギリス本国と英領ギアナで流通させるため、新たなグロート銀貨が製造されたがこの銀貨は裏面がブリタニア女神の坐像なので、通常のグロート (Maudy groat) に対してブリタニア・グロートと呼ばれている。なおこの銀貨は29グレインの量目で最初のグロート銀貨より遥かに小さいものである。